# Руднева, Валентина Прокопьевна
Валентина Прокопьевна Руднева (25 июля 1926 год, с. Коменки, Богдановичский район, Шадринский округ, Уральская область, РСФСР, СССР — 24 января 1999 года, Богданович, Свердловская область, Россия) — Герой Социалистического Труда (1966), обжигальщица огнеупорных изделий Богдановичского огнеупорного завода Министерства чёрной металлургии СССР Свердловской области.

## Биография
Родилась в 1926 году.
Работала обжигальщицей огнеупорных изделий Богдановичского огнеупорного завода.
Была депутатом XXIII съезда КПСС, депутатом Верховного Совета РСФСР 6 созыва.
Скончалась 24 января 1999 года. Похоронена на кладбище села Прищаново.

## Награды
За свои достижения была награждена:
- 22.03.1966 — звание Герой Социалистического Труда с золотой медалью Серп и Молот и орденом Ленина;
- 12.08.1982 — звание «Почетный гражданин города Богдановича» решением исполнительного комитета Богдановичского городского Совета народных депутатов.